# Ludwig Guttmann
Sir Ludwig Guttmann (3. července 1899 Tost, Horní Slezsko – 18. března 1980 Aylesbury, Anglie ) byl neurolog a neurochirurg. Před začátkem druhé světové války emigroval z nacistického Německa do Anglie, kde položil základy léčby paraplegiků. Patřil mezi průkopníky terapie, kdy byli pacienti zapojováni do sociální i léčebné rehabilitace. Byl propagátorem sportu pro tělesně postižené a zakladatelem paralympijských her. Svými metodami a zkušenostmi ovlivnil a vyškolil další generaci lékařů. Po celém světě vznikala centra pro léčbu paraplegiků, například v Barceloně, Heidelbergu nebo v Izraeli. Získal řadu mezinárodních ocenění. 

## Životopis
Ludwig Guttmann se narodil 3. července 1899 v německém Tostu (Toszek, Polsko) do židovské rodiny Bernharda Guttmanna jako nejstarší ze čtyř dětí. O tři roky později se rodina přestěhovala do slezského města Königshütte (Chorzów, Polsko). Po maturitě na místním gymnáziu začal studovat v roce 1918 medicínu na univerzitě v Breslau. Ve studiu pokračoval ve Würzburgu a na Freiburské univerzitě. Diplomovou práci napsal na téma „nádory průdušnice“. Doktorem medicíny se stal v roce 1924. Původně se chtěl věnovat dětskému lékařství. Ale získal místo na neurologickém oddělení, kde pracoval pod vedením neurologa Otfrida Foerstera. V letech 1928 až 1929 pracoval na hamburské univerzitě na katedře psychiatrie. Založil první neurochirurgické oddělení v německé psychiatrické léčebně.
Po návratu na neurologickou kliniku v Breslau (Vratislav) obhájil v roce 1930 habilitační práci z neurologie. V roce 1933 zastával funkci hlavního lékaře v nemocnici Wenzel Hancke v Breslau. V témže roce byl propuštěn s ohledem na svůj židovský původ.
Poté pracoval v židovské nemocnici v Breslau a v roce 1937 byl zvolen ředitelem nemocnice. Během Křišťálové noci vydal příkaz, že každý pacient, který přijde do židovské nemocnice, musí být ošetřen. V nemocnici poskytl útočiště šedesáti židům.
Stoke Mandeville
V březnu roku 1939 se mu podařilo odejít s rodinou do Oxfordu, kde získali malý domek. Pracoval v Radcliffově nemocnici a ve Vojenské nemocnici svatého Hugha. V roce 1943 byl britskou vládou pověřen zřízením National Spinal Injuries Center, první specializované kliniky pro poranění páteře v nemocnici Stoke Mandeville v Aylesbury. Iniciativa přišla od Royal Air Force, které chtělo zajistit léčbu a rehabilitaci pilotů s poraněním páteře. Je vhodné připomenout, že do konce druhé světové války, bylo poranění míchy prakticky neléčitelné a znamenalo úmrtí paraplegika do dvou let. Nová jednotka pro léčbu poranění páteře, první na světě, byla otevřena v nemocnici Stoke Mandeville během února roku 1944 a její vedení bylo svěřeno doktoru Guttmannovi.  Do roku 1967 zde působil jako ředitel. Vyvinul metody pro léčbu paraplegiků, které jsou platné dodnes. Zároveň propagoval sportovní aktivity pro handicapované pacienty, kteří byli zapojováni do sociální i léčebné rehabilitace. 
V nemocnici byly zřízeny dílny, kde se pacienti věnovali práci se dřevem nebo opravovali hodiny. Především se však osvědčily sportovní aktivity. Jako první sport zde pacienti provozovali „pólo“ na invalidním vozíku s pukem a vycházkovými holemi. Tato aktivita byla záhy nahrazena basketbalem na vozíku. Oblíbeným sportem se stala lukostřelba, při které se používá síla „horní části“ těla. To umožnilo paraplegikům soutěžit se zdravými sportovci.
V létě roku 1948 zahájil král Jiří VI. olympijské hry v Londýně. Ve stejné době 29. července 1948 byly areálu nemocnice v Stoke Mandeville uspořádány sportovní hry pro vozíčkáře a osoby po amputaci. Lukostřelba patřila k prvním soutěžním sportům. Soutěže se zúčastnilo šestnáct bývalých vojáků, mužů i žen s těžkým poraněním páteře a lze ji považovat za počátek paralympijských her. V roce 1949 soutěžilo již šest týmů a byl představen „netball na invalidním vozíku“, později to byl basketbal na invalidním vozíku. První „Mezinárodní hry“ se ve Stoke Mandeville uskutečnily 26. července 1952, kdy s řadou britských týmů soutěžil nizozemský tým z Vojenského rehabilitačního centra v Aardenburgu u Doornu. V roce 1956 se her zúčastnili sportovci z osmnácti zemí mezi něž patřila například Austrálie, USA, Jižní Afrika, Izrael nebo Pákistán.
V roce 1956 byl Ludwig Guttmann oceněn Mezinárodním olympijským výborem pohárem Sira Thomase Fearnleyho za propagaci olympijských myšlenek. V roce 1960 se „Mezinárodní hry“ konaly poprvé v rámci dějin olympijských her přímo po olympijských hrách. Byly to první hry, které se konaly v jiném městě než ve Stoke Mandeville. Sportovalo zde čtyři sta sportovců z třiadvaceti zemí v osmi sportovních disciplínách. Jsou považovány za první paralympijské hry, i když v dané době se tento termín nepoužíval. Stále byly nazývány Mezinárodní hry Stoke Mandeville (International Stoke Mandeville Games). Od této doby se staly paralympijské hry součástí olympijských her.
V roce 1950 byl jmenován důstojníkem Řádu britského impéria (OBE). Dne 28. června 1957 byl jmenován zástupcem ctihodného řádu svatého Jana. V roce 1960 byl povýšen na velitele Řádu britského impéria (CBE) a v roce 1966 byl povýšen královnou Alžbětou II. na rytíře (GBE).
V roce 1961 založil Britskou paralympijskou asociaci (British Sports Association for the Disabled). Mezi lety 1961 až 1970 byl  prezidentem Mezinárodní lékařská společnost paraplegie (International Medical Society of Paraplegia), kterou založil. Působil také jako redaktor časopisu Paraplegia. V roce 1969 otevřela královna Alžběta II. v areálu nemocnice Stoke Mandeville nové sportovní centrum, které bylo po roce 1980 přejmenované na „Sportovní centrum Ludwiga Guttmanna pro tělesně postižené“ (Ludwig Guttmann Sports Center for the Disabled). V roce 1966 odešel do důchodu. Dále se však angažoval v mezinárodních sportovních i lékařských organizacích. Zemřel na srdeční selhání v roce 1980.

### Ocenění a odkaz
- V roce 1965 založil Guillermo González Gilbey první neurorehabilitační kliniku pro paraplegiky ve španělské Barceloně. Sám byl paraplegik a léčil se v Anglii u doktora Guttmanna. Proto pojmenoval kliniku v Barceloně „Institut Guttmann“.[2]
- „Cena Ludwiga Guttmanna“ je udělována Německou lékařskou společností pro paraplegii za vědeckou práci napsanou v němčině, která je významná pro další pokrok při lékařské a rehabilitační péči o pacienty s poraněním míchy.[13]

- V červnu 2012 byla ve sportovním areálu Stoke Mandeville odhalena socha z litého bronzu profesora Guttmanna v životní velikosti (autor Mark Jackson). Památník odhalila dcera profesora Guttmanna Eva Loefflerová a jeho syn Dennis Guttmann. Sochař Mark Jackson vytvořil také bronzovou bustu, která byla předána Siru Philipu Cravenovi, prezidentovi Mezinárodního paralympijského výboru a je zapůjčována hostitelským zemím paralympijských her jako symbol vzpomínky na práci profesora Guttmanna. Po hrách byla přesunuta do Národního centru pro poranění páteře.[14]

- V srpnu 2012 odvysílala BBC The Best of Men, film o Guttmannově práci ve Stoke Mandeville během a po druhé světové válce.[15]

- Dne 24. října 2013 byla „Sdružením židovských uprchlíků“ (AJR) odhalena pamětní deska v Národním centru pro poranění páteře na počest Guttmannova života a díla. Jako aktivní člen působil v představenstvu AJR více než pětadvacet let.[16]

- V roce 2019 bylo ve sportovním areálu Stoke Mandeville otevřeno „Národní centrum paralympijského dědictví“, malé muzeum přístupné veřejnosti, připomínající místo „zrodu paralympiády“.[17]

- Dne 3. července 2021 bylo na domovské stránce Google u příležitosti 122. narozenin uvedeno sváteční logo Ludwiga Guttmanna.[18]